# Bolków

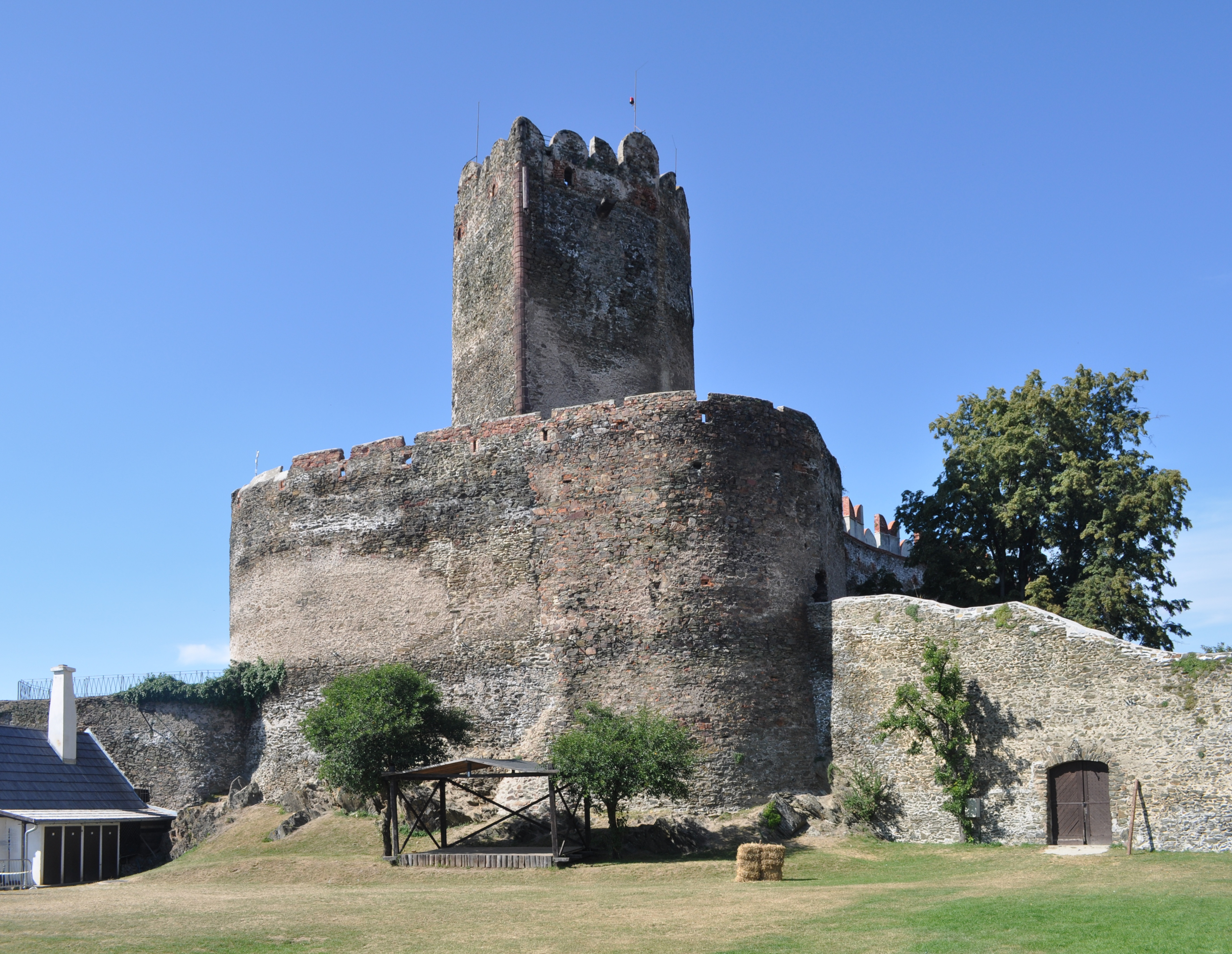
Ruine der Bolkoburg

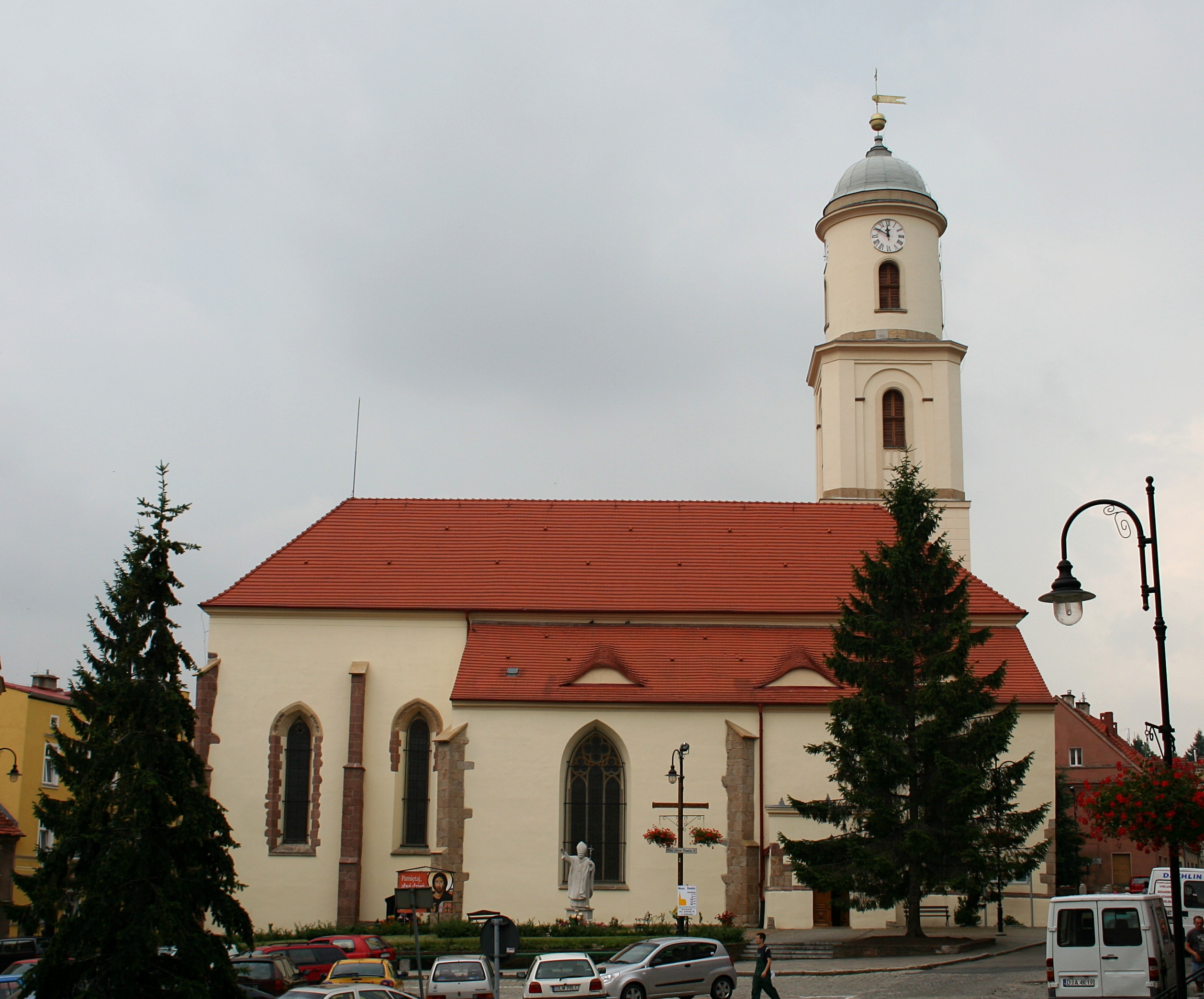
St.-Hedwigs-Kirche

Bolków [ˈbɔlkuf] (deutsch: Bolkenhain, bis Ende des 14. Jahrhunderts Hain) ist eine Stadt im Powiat Jaworski der Woiwodschaft Niederschlesien in Polen. Sie ist zugleich Sitz der Stadt- und Landgemeinde Bolków mit 10.311 Einwohnern (Stand 31. Dezember 2020) und ist Mitglied der Euroregion Neiße.

## Geographische Lage

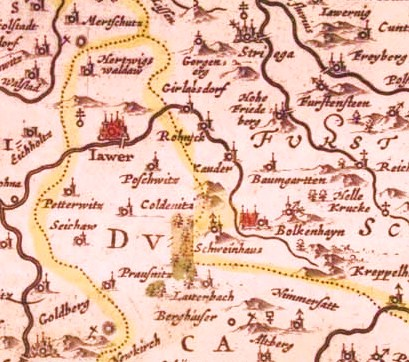
Silesiae ducatus von 1645 aus Atlas Maior

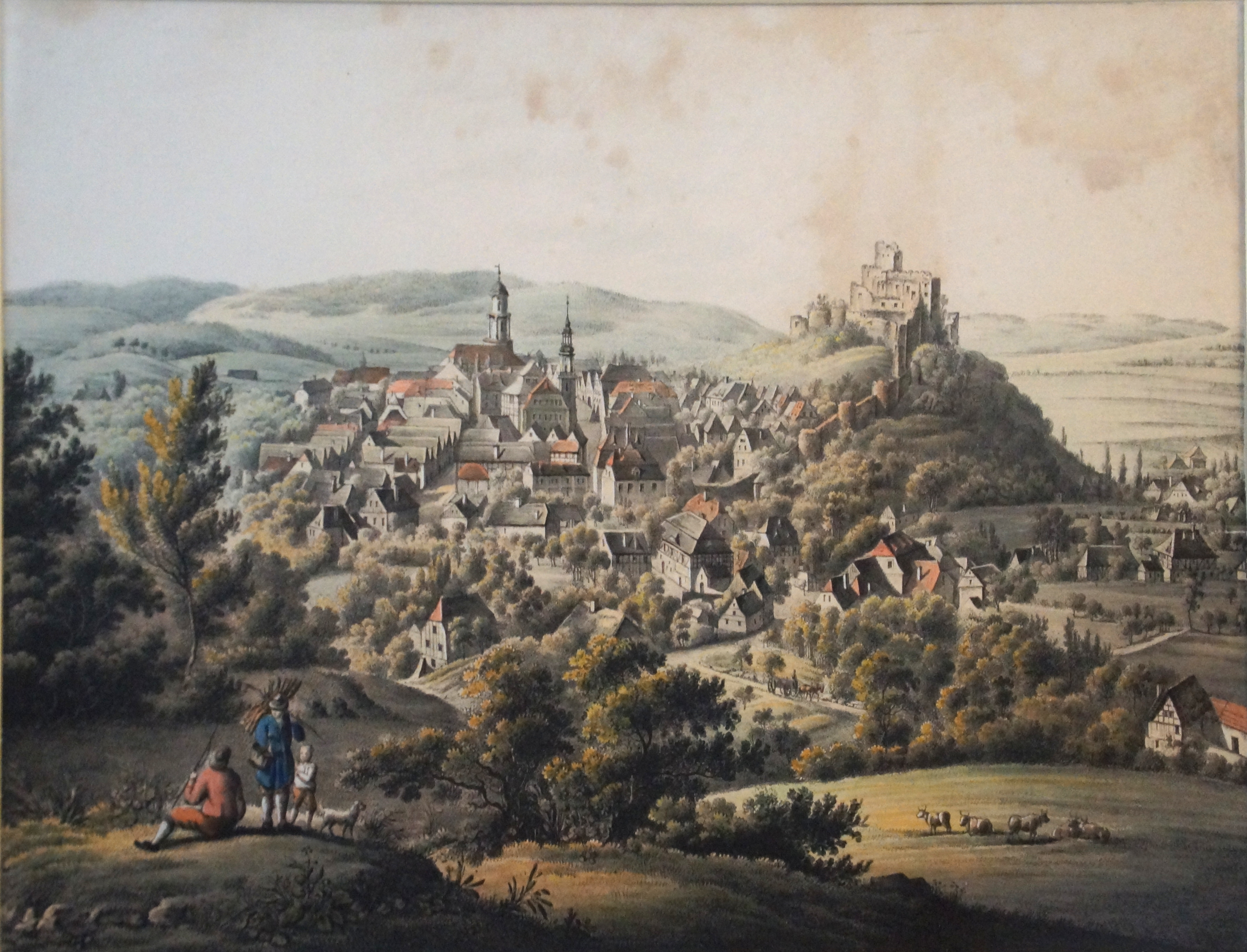
Stadtansicht mit Burg (um 1837)

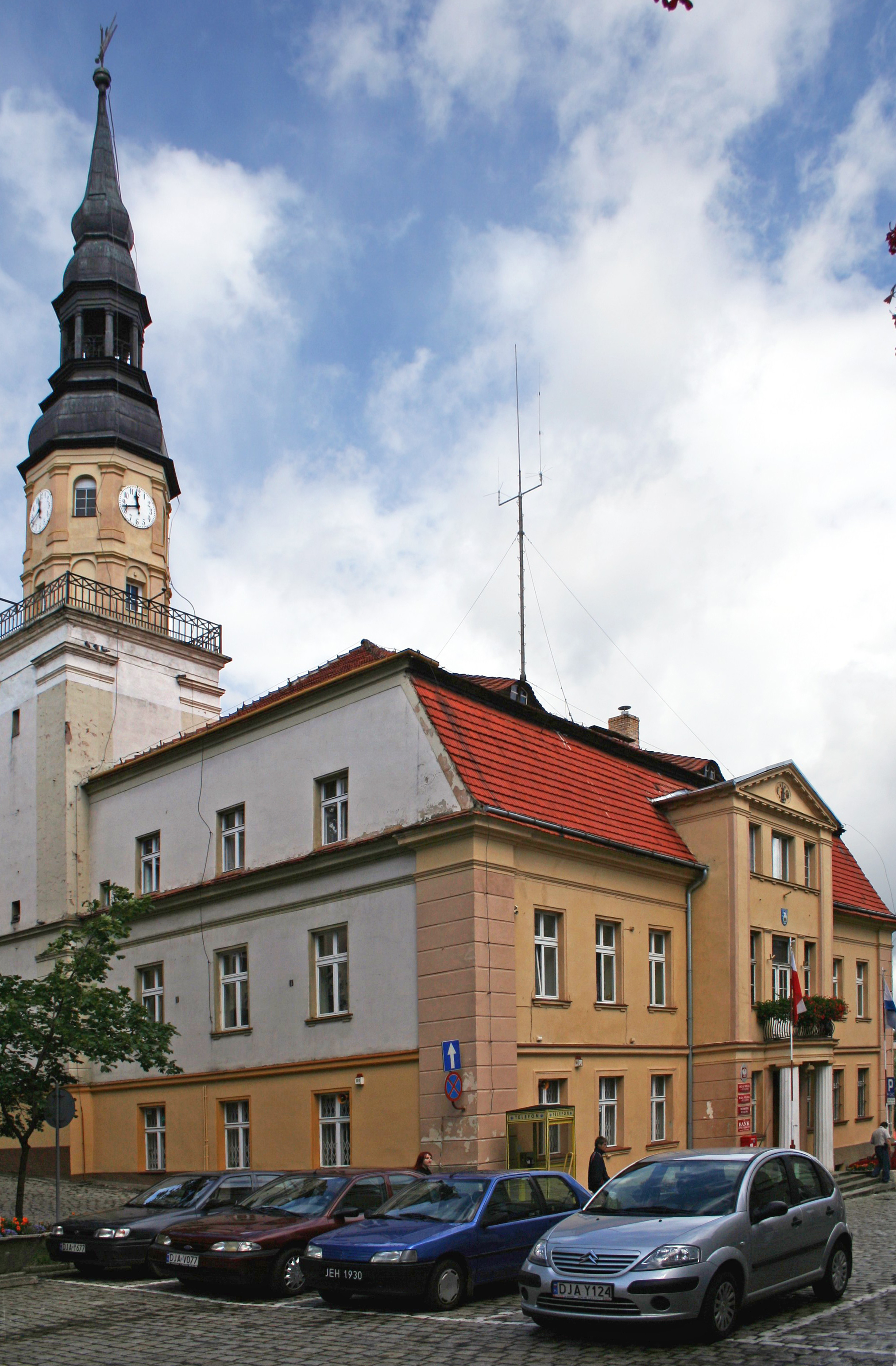
Bolkenhainer Rathaus – 1827 im Stil des Klassizismus umgestaltet

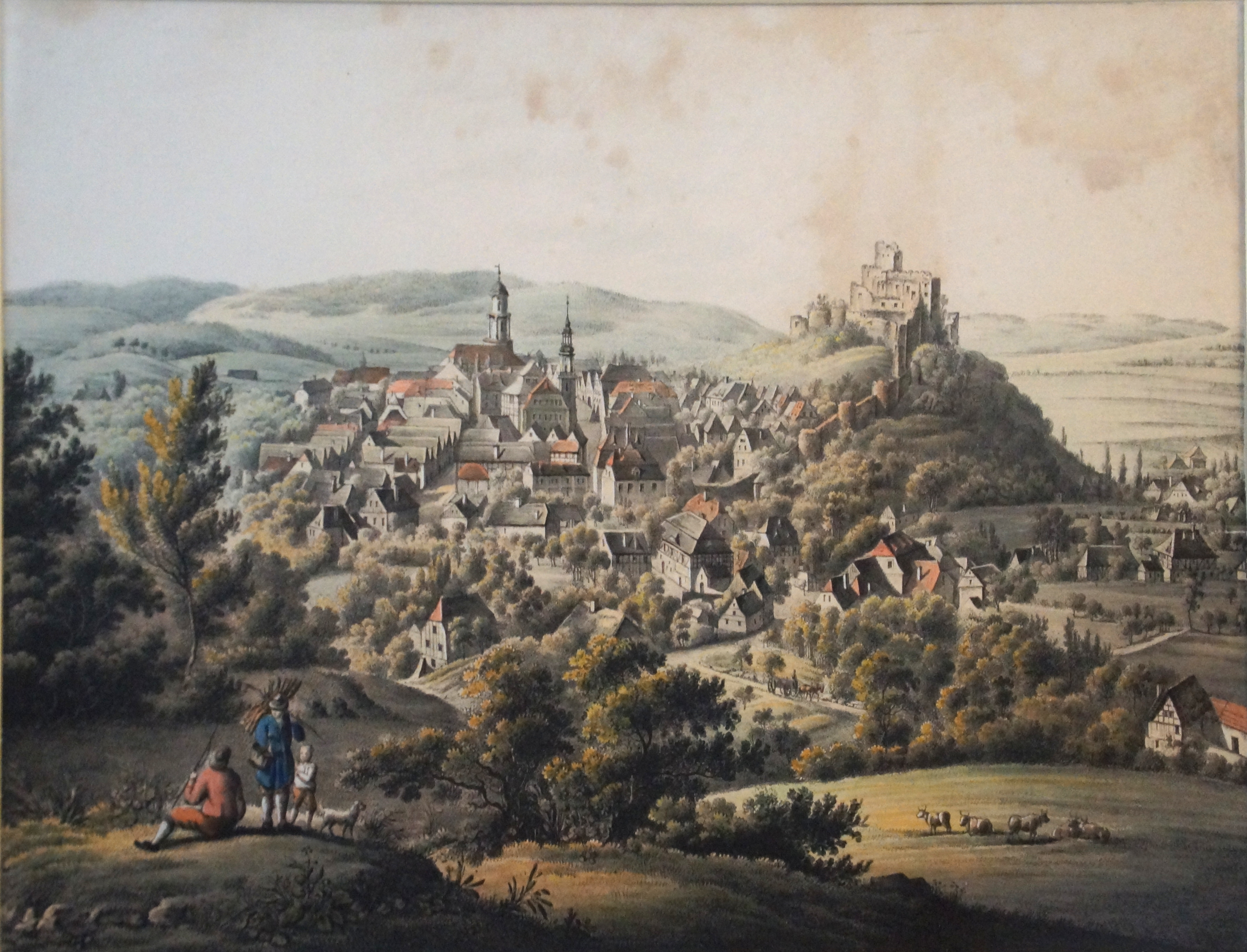
Stadtansicht mit Burg (um 1837)

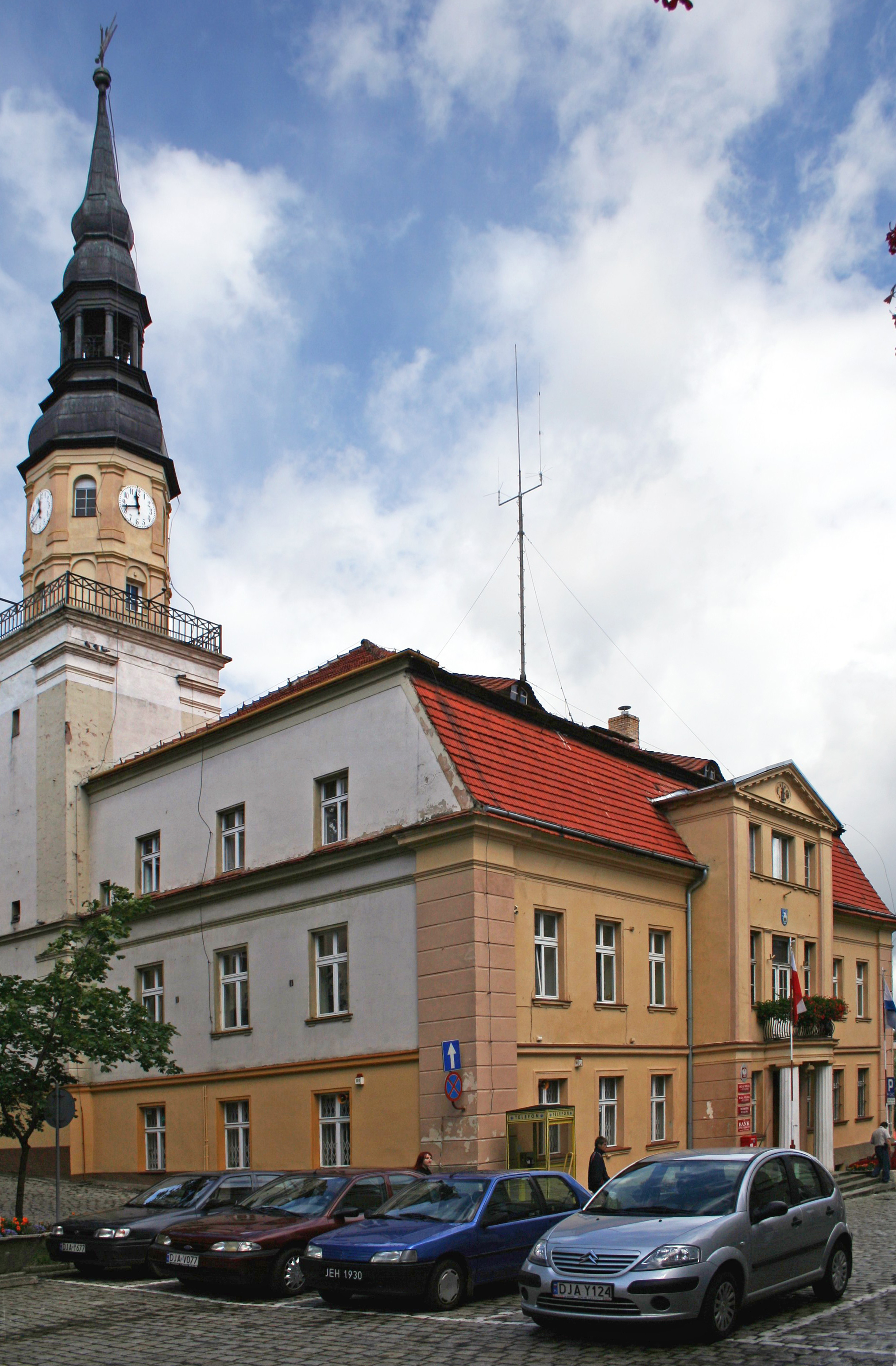
Bolkenhainer Rathaus – 1827 im Stil des Klassizismus umgestaltet

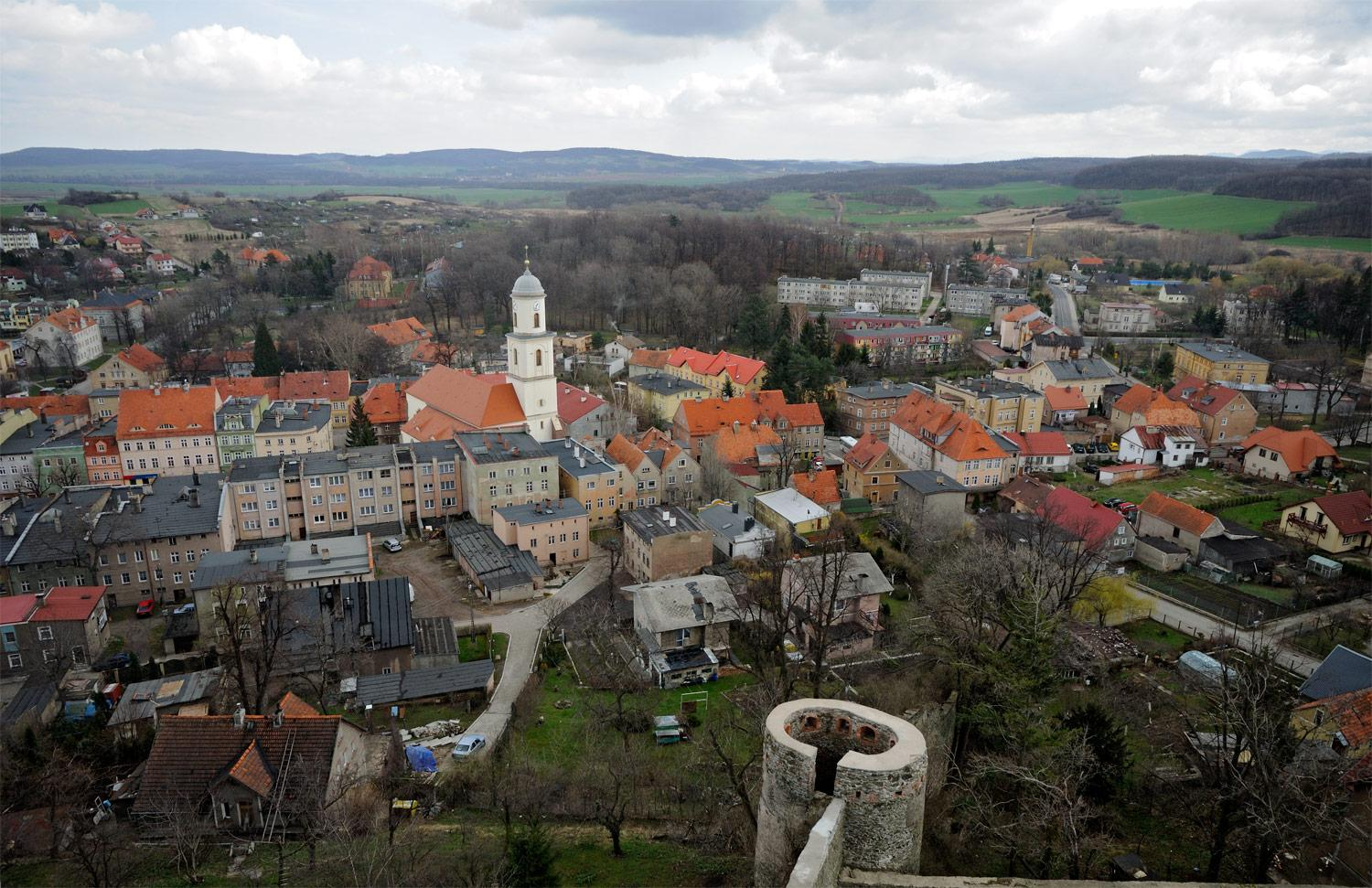
Sicht von der Burg auf die Altstadt und die St. Hedwigskirche

Bolków liegt an der Wütenden Neiße, etwa 80 Kilometer südwestlich von Breslau auf 344 m ü. NHN. Auf einer Erhebung bei der Stadt steht die Ruine der Bolkoburg (polnisch Zamek Bolków).

## Geschichte
„Hain“ (auch Hayn) wurde erstmals 1276 urkundlich erwähnt. Allerdings wurde die Stadt vermutlich schon vor 1241 gegründet, da die ältesten erhaltenen Teile der Pfarrkirche St. Hedwig, die für das Jahr 1298 belegt ist, auf die Mitte des 13. Jahrhunderts datiert werden. Die oberhalb auf einem Bergrücken liegende Bolkoburg, die zunächst als Burg Hain bzw. Hainburg (lateinisch Hain castro) und danach bis Anfang des 19. Jahrhunderts als Bolkenhainer Burg bezeichnet wurde, ist für das Jahr 1277 belegt. Stadt und Burg entwickelten sich mit der deutschen Besiedlung zum Gebietszentrum, wodurch die Bedeutung der benachbarten Kastellaneiburg Schweinsburg zurückgedrängt wurde.
Burg und Stadt gehörten zunächst zum Herzogtum Liegnitz und gelangten nach dessen Teilung 1278 an das Herzogtum Jauer. 1294/98 stiftete Herzog Bolko I. das Hl.-Geist-Hospital mit der Propsteikirche. Zu einem ersten wirtschaftlichen Aufschwung kam es bereits im 14. Jahrhundert, als neben dem Salzprivileg auch das Weichbild- und Gewandschnittrecht gewährt wurde. Zudem waren die Weber schon 1348 in der Innung der Leinen- und Barchentweber organisiert. Nach dem Tod des Herzogs Bolko II. fiel Hain zusammen mit dem Herzogtum Schweidnitz-Jauer 1368 erbrechtlich an Böhmen, wobei der Herzoginwitwe Agnes von Habsburg ein lebenslanger Nießbrauch zugestanden wurde. Während ihrer Regierungszeit soll um das Jahr 1384 die Änderung des Stadtnamens von Hain in „Bulchenhain“, aus dem sich Bolkenhain entwickelte, erfolgt sein. Demnach wäre Herzog Bolko II. der Namensgeber. Herzogin Agnes setzte zur Verwaltung des Burglehens, zu dem Burg und Stadt sowie die Dörfer Kreis Einsiedel, Giesmannsdorf, Hohenhelmsdorf, Ruhbank, Klein-Waltersdorf und Wiesau gehörten Burggrafen ein. Bis 1371 war es Hans von Logau, dem Gottsche Schoff folgte und danach Günzel von Schweinhaus. Erst nach dem Tod der Herzoginwitwe Agnes 1392 konnte der böhmische König Wenzel, der ein Sohn von Bolkos II. Nichte Anna von Schweidnitz war, das Erbe des nun böhmischen Erbfürstentums Schweidnitz-Jauer antreten. An die Spitze seines Fürstentums setzte er böhmische Landeshauptleute ein, die die Funktion eines königlichen Statthalters ausübten und das Bolkenhainer Burglehen pfandweise erwerben konnten. So gelangte Bolkenhain 1412 an den Landeshauptmann Jan von Chotěmice, der dem König Geld geliehen hatte. Während der Hussitenkriege (1428–1430) wurde die Stadt völlig zerstört; die Burg blieb jedoch verschont. Vor 1439 war das Burglehen und damit auch die Stadt Bolkenhain in der Hand des Raubritters Heinrich/Hain von Tschirn, der es bis 1459 halten konnte. 1463 eroberte der böhmische König Georg von Podiebrad Bolkenhain. 1468 wurde die Bolkoburg von Schweidnitzer und Breslauer Truppen eingenommen.
Nachdem es dem böhmischen Gegenkönig Matthias Corvinus 1474 gelungen war, seinen Herrschaftsbereich auf Schlesien auszudehnen, ernannte er 1475 den ungarischen Magnaten Stephan Zápolya zum Oberlandeshauptmann von Schlesien und Landeshauptmann des Erbfürstentums Schweidnitz-Jauer. Zugleich übertrug er ihm pfandweise das Bolkenhainer Burglehen mit der Stadt Bolkenhain. Ihm folgte 1484 als Pfandinhaber der Landeshauptmann Georg von Stein. Ab 1494 gehörte das Burglehen der Familie Tschirnhaus und ab 1532 dem Breslauer Bischof Jakob von Salza. Bereits 1544 hatten die Bewohner von Bolkenhain geschlossen die lutherische Lehre angenommen. Im selben Jahr wurde der erste protestantische Prediger berufen und die Stadtpfarrkirche den Protestanten übergeben. 1553 zählte die Stadt 120 Häuser. Bei Überschwemmungen in den Jahren 1567, 1570 und 1573 trat die Wütende Neiße aus ihren Ufern. Von 1570 bis 1591 waren Stadt und Burg an den Landeshauptmann Matthias von Logau verpfändet. Anschließend wurde beides in ein Erbgut umgewandelt, das 1598 von Jakob von Zedlitz auf Nimmersath erworben wurde. Obwohl die Stadt unmittelbar dem böhmischen Landesherrn unterstellt war, war es im 16. Jahrhundert zu Übergriffen seitens der Inhaber des Burglehens gekommen. Deshalb erwarb die Stadt 1608 die Obergerichtsbarkeit.
Schwere Verluste erlitt die Stadt im 17. Jahrhundert. Im Dreißigjährigen Krieg wurde sie 1629 von kaiserlichen Dragonern besetzt, die die Pfarrkirche den Katholiken zurückgaben und die Bürger zur Rekatholisierung zwangen. 186 Bürger, die zur Konversion nicht bereit waren, wanderten daraufhin nach Sachsen aus. An Ostern 1632 verwüstete ein großer Brand die Stadt, nur vier Häuser und der Rathausturm blieben stehen. Ein Jahr später wütete die Pest in der Stadt. Am 23. August 1640 belagerten schwedische Truppen unter Torsten Stålhandske erfolglos die Stadt. Bei der zweiten schwedischen Belagerung unter General Arvid Wittenberg im September 1646 kapitulierten Burg und Stadt nach einigen Tagen. Nachfolgend plünderte und verwüstete die schwedische Soldateska, die zum großen Teil aus deutschen Söldnern bestand, die Stadt. Am Ende des Krieges 1648 hatte Bolkenhain 100 Einwohner gegen etwa 300 im Jahr 1618. Die durch die Kaiserlichen verursachten Schäden werden auf 30.197 Gulden geschätzt, die von den Schweden auf 35.448 Gulden. Ab 1650 erlangte das Leinwandweberhandwerk wirtschaftliche Bedeutung. Für das Jahr 1688 sind 456 Einwohner verzeichnet. Um den Besitz des Burglehens entbrannte nach dem Tod des Gotthard Albrecht von Zedlitz 1690 ein Erbstreit, der schließlich zur Verschuldung des Burglehens mit seinen fünf Dörfern führte. 1703 wurden Stadt und Burg mit zugehörigem Gut an den Hauptgläubiger, das Kloster Grüssau verkauft. 1722 war die Stadt wegen ihrer Finanzlage gezwungen, die Obergerichtsbarkeit sowie das Braurecht zu verkaufen.
Nach dem Ersten Schlesischen Krieg fiel Bolkenhain 1742 mit dem größten Teil Schlesiens an Preußen. Nachfolgend wurde es dem Kreis Bolkenhain eingegliedert. Nach der Säkularisation des Grüssauer Klosterguts 1810 fielen dessen Besitzungen an den preußischen Staat. Im gleichen Jahr wurde das erste evangelische Bethaus in der Mitte des Rings errichtet. Im Siebenjährigen Krieg zogen russische Verbündete Maria Theresias 1763 plündernd durch die Gegend. Um 1775 befreite Friedrich II. die Bolkenhainer vom Militärdienst, weil die Leinenindustrie eine große Bedeutung für die Versorgung des Heeres besaß, und ließ stattdessen eine Bürgerwehr gründen. Die große Not der Weber in der Leinenweberei führte 1793 zu Weberunruhen, die von Soldaten niedergekämpft wurden. Um eine Ausdehnung der städtischen Bebauung zu ermöglichen, wurden 1802 bis 1823 Teile der Stadtbefestigung beseitigt.
In den Napoleonischen Kriegen 1806/07 wurde Bolkenhain von bayrischen Truppen belegt, die ein Jahr lang ohne Entschädigung verpflegt werden mussten. Im Zuge der preußischen Verwaltungsreform wurde Bolkenhain 1807 zur Kreisstadt erhoben. Die erste Stadtverordneten- und Wahl des 6-köpfigen Magistrats fand 1809 statt. Während der Befreiungskriege gegen Napoleon I. 1813 wurde eine große Zahl von preußischen und russischen Truppen in Bolkenhain einquartiert. Im selben Jahr beschädigten russische Schatzsucher die Burgruine schwer. Schriftsteller der Epoche der Romantik gaben der Burg, die bis dahin als „Bolkenhainer Burg“ bezeichnet wurde, um 1820 den Namen „Bolkoburg“, der sich nachfolgend durchsetzen konnte.
Bereits 1809/10 hatte Ernst Kramsta in Bolkenhain ein Leinwandgeschäft gegründet, das sich unter dessen Nachkommen zu einer mechanischen Weberei mit 1500 Arbeitern entwickelte. Als „C. G. Kramsta & Söhne“, das seinen Hauptsitz in Freiburg hatte, erlangte das Unternehmen Weltruf. Daneben entstanden Betriebe der Gerb-, Leder- und Holzindustrie, einige Bleichen, eine Zigarrenfabrik und zwei Sägemühlen. 1843 wurde das städtische Krankenhaus errichtet. 1866 forderte eine Choleraepidemie 62 Tote. In den Jahren 1874 bis 1879 wurde die städtische Kanalisation angelegt. 1890 erhielt Bolkenhain eine Eisenbahnverbindung nach Striegau, 1899 nach Merzdorf. In der Nähe des Bahnhofs entstanden neue Wohnviertel. Um das Jahr 1900 hatte Bolkenhain 3897 Einwohner. Der „Heimatverein Bolkenhain“, der sich um die Pflege der beiden Burgen kümmerte und ein Heimatmuseum aufbaute, entstand 1905. Nach dem Ersten Weltkrieg erlangte der Tourismus an Bedeutung, und es entstanden zwei Hotels, vier Gastwirtschaften mit Fremdenzimmern und acht Restaurants. Auf der Bolkoburg wurden ab 1925 jedes Jahr im Sommer die „Bolkenhainer Festspiele“ als sog. „Bolkofest“ aufgeführt. Beinahe die ganze Bevölkerung des Städtchens spielte mit. In der Regel wurde das Stück „Bolko“ des Heimatschriftstellers Fedor Sommer aufgeführt.
Von 1818 bis 1932 war Bolkenhain Sitz des Kreises Bolkenhain. Anschließend wurde es mit dem Landkreis Landeshut verbunden. Zum 1. Oktober 1933 wurde Bolkenhain vom Landkreis Landeshut abgetrennt und dem Landkreis Jauer eingegliedert, mit dem es bis 1945 verbunden blieb.
Nach der Machtergreifung durch die Nationalsozialisten am 30. Januar 1933 trat der soeben wiedergewählte Bürgermeister Seichter zurück. Zum Bürgermeister wurde daraufhin der Malermeister Herbert Müller gewählt, der um 1925 mit fünf anderen Parteigenossen die lokale Abteilung der NSDAP in Bolkenhain gegründet hatte. 1935 wurden die Bolko- und die Schweinshausburg von 44.726 Besuchern besichtigt. 1939 wurden 4600 Einwohner gezählt. 1943 wurde im Nordosten der Stadt auf der Richardshöhe ein Außenlager des KZ Groß-Rosen mit unterirdischen Anlagen erstellt, in denen ein Teil der Hamburger Flugzeugwerke untergebracht werden sollte.
Im Januar 1945 erreichte die Rote Armee Schlesien. Nach der Eroberung von Jauer am 13. Februar 1945 kamen Trecks der Flüchtlinge aus dem Gebiet des Kreises Jauer in Bewegung Richtung Böhmen, die Front kam aber zum Stillstand. Unterhalb von Jauer waren die Gebiete bis zum Riesengebirge noch bis zum 8. Mai 1945 in deutscher Hand. Nach diesem Datum mussten viele der Trecks wieder nach Hause umkehren. Gegen Ende des Zweiten Weltkriegs besetzte im Frühjahr 1945 die Rote Armee die Region. Als Folge des Zweiten Weltkriegs fiel Bolkenhain 1945 mit dem größten Teil Schlesiens an Polen. Nachfolgend wurde es in Bolków umbenannt. Die deutsche Bevölkerung wurde, soweit sie nicht vorher geflohen war, weitgehend vertrieben. Die Aussiedlungstransporte gingen 1946 in die Britische und 1947 in die Sowjetische Besatzungszone. Die neu angesiedelten Bewohner waren teilweise Zwangsumgesiedelte aus Ostpolen, das an die Sowjetunion gefallen war.
Obwohl Bolkenhain keine Kriegsschäden erlitten hatte, kam es nach 1945 zunächst zu einer Verwahrlosung der Stadt. In den 1950er Jahren wurde die Bolkenhainer Industrie von den polnischen Behörden aufgebaut, teilweise mit Hilfe der nicht ausgewiesenen deutschen Spezialisten. Ab 1957 erfolgte der Wiederaufbau der Stadt, wodurch sich auch wieder der Tourismus entwickeln konnte. Um 1966 entstand eine große Textilfabrik und 1971 wurde Bolków zum Kurort erklärt. Nach der politischen Wende von 1989 war die Industrie in Bolków in einer schweren Krise, die bis zu 30 % Arbeitslose zur Folge hatte.

## Gemeinde
Zur Stadt- und Landgemeinde Bolków gehören die Stadt selbst und 17 Dörfer mit Schulzenämtern.

## Stadtwappen
Das Stadtwappen von Bolków zeigt ein Tor, dessen Flügel aufgeschlagen sind, mit Zinnen darüber, hinter denen sich ein viereckiger Turm mit zwei Öffnungen und Zinnen erhebt, der mit einem spitzen Dach bedeckt ist. Zur Seite des letztern rechts ein halber Mond, links eine Sonne und unten das Mauerwerk von zwei Sternen beseitet. Unter dem freistehenden Tor ein Hecht. Farben: Torturm rot, Hecht silbern, Gestirne golden.

## Sehenswürdigkeiten

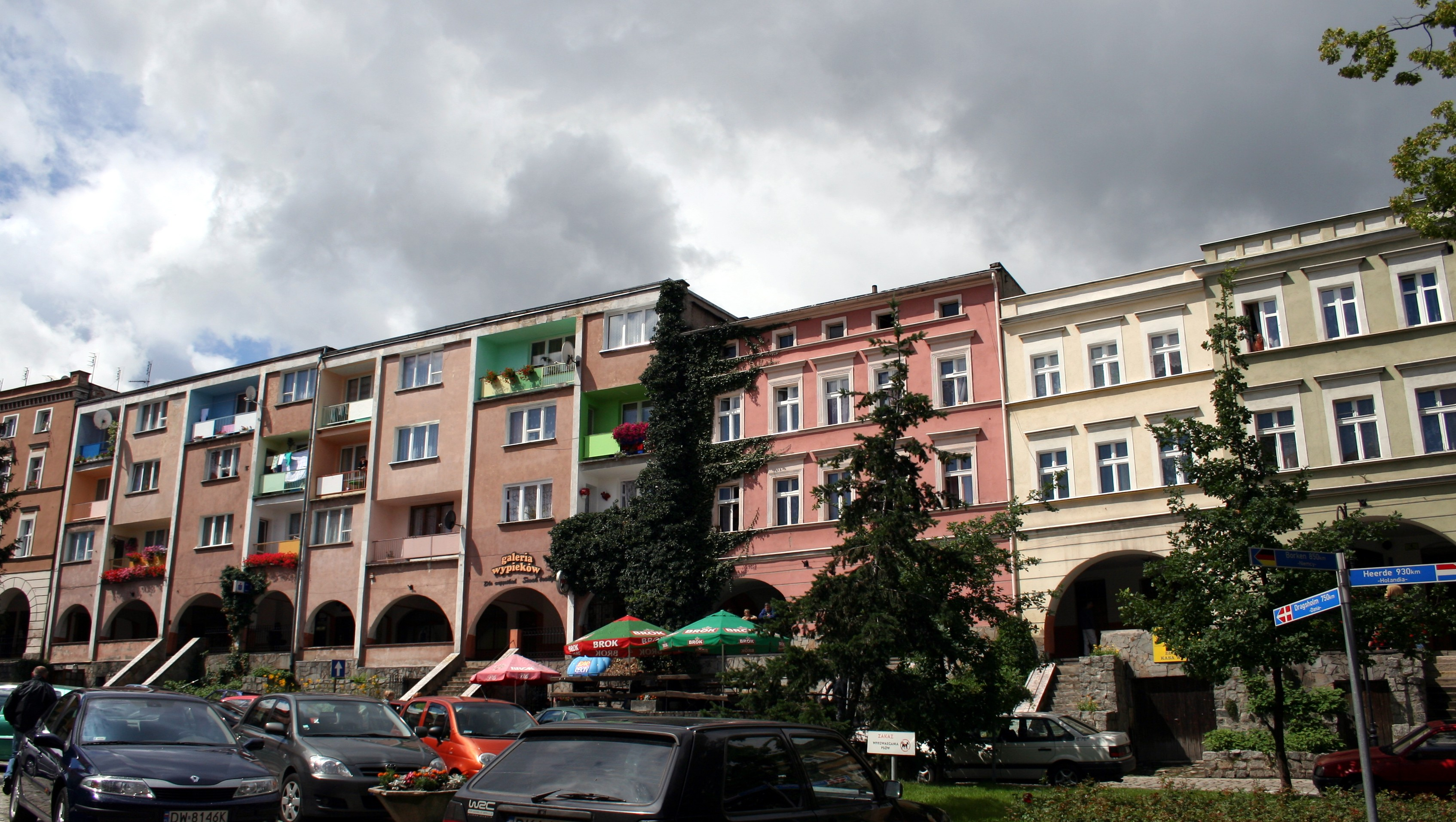
Laubenhäuser am Oberen Ring

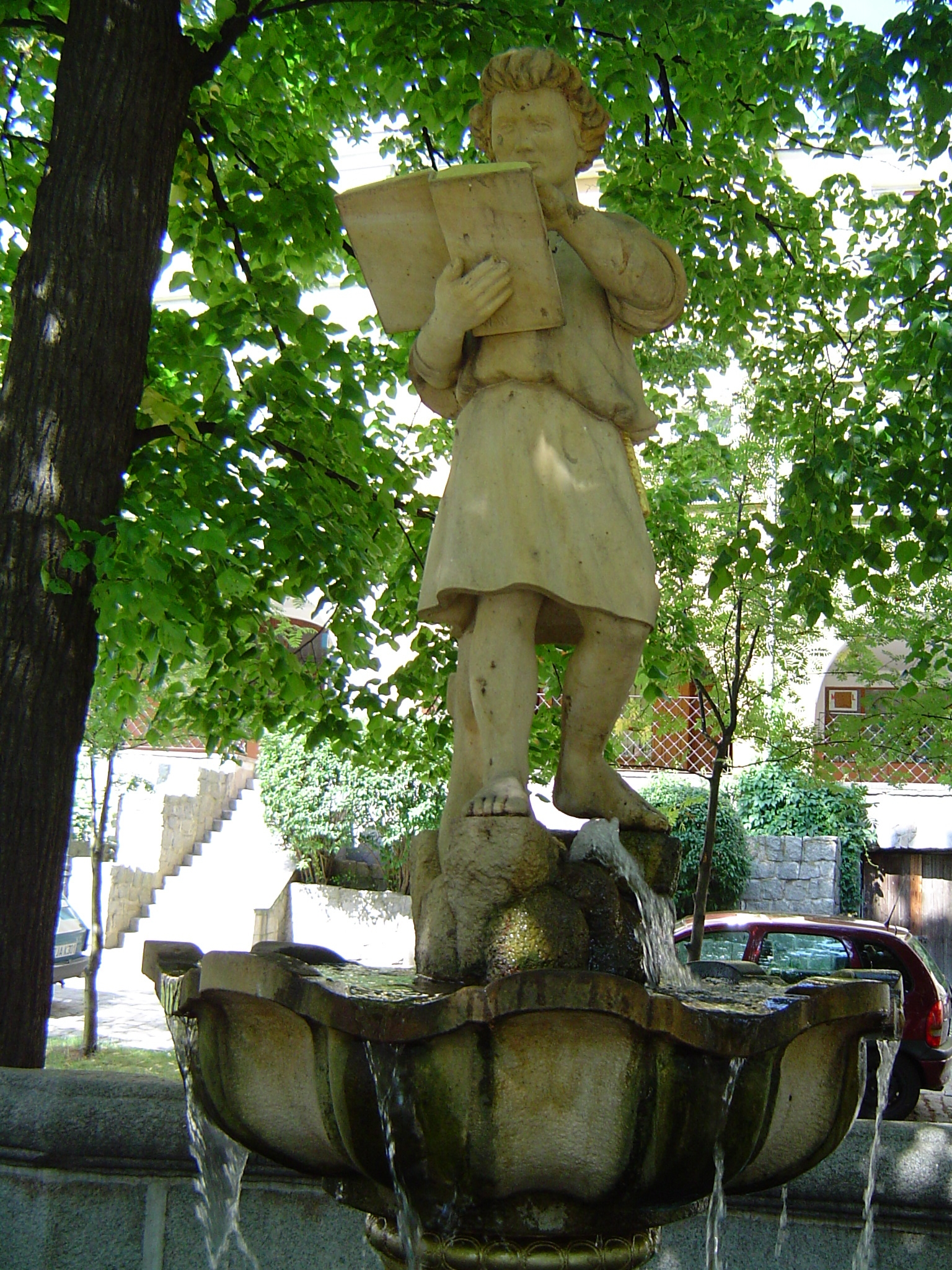
Engelsbrunnen am Ring

- Bolkoburg (Zamek) oberhalb der Stadt auf einem Bergrücken
- Die der hl. Hedwig gewidmete Pfarrkirche (Kościół parafialny pw. św. Jadwigi) wurde um die Mitte des 13. Jahrhunderts errichtet und im 14. Jahrhundert umgebaut. Ein weiterer Umbau im Stil des Spätklassizismus erfolgte 1846. Anlässlich einer Renovierung 1875 wurde die Kirche regotisiert. Zugleich erhielt sie eine Inneneinrichtung im Stil der Neugotik. Die manieristische Kanzel wurde 1619 von Andreas Bodenstein und dessen Frau Susanna geb. Reimann gestiftet. In der Kirche befinden sich ganzfigurige Grabplatten, u. a. eines Ritters, der 1587 starb sowie Epitaphien des Bürgermeisters Gregorius Schüller († 1614) und des Grafen Friedrich Koch († 1686).
- Das Rathaus wurde 1670 nach einem Brand wiederaufgebaut und 1827 nach Entwurf des Landeshuter Architekten Hademann im Stil des Klassizismus umgebaut.
- Bürgerhäuser oder Laubenhäuser am Oberen Ring (Kamienice)
- Der „Engelsbrunnen“ auf dem Oberring entstand nach 1855 an der Stelle der ehemaligen evangelischen Kirche. 2001 wurde er mit Mitteln der Borkener Heimatgruppe Bolkenhain wiederaufgebaut.
- Die Gemeinschaft der Elisabethinnen gründete in Bolkenhain auf Initiative von Antoni Ulrich und Josef Neudekera 1864 ein Pflegeheim für Alte und zugleich ein Heim für Waisen. Anfangs waren hier drei Schwestern und später bis zu zehn Schwestern tätig. Die Schwestern gaben bis 1987 auch Religionsunterricht.
- Von der ehemaligen Stadtmauer haben sich Mauerfragmente und Wehrtürme erhalten.
- Schweinhausburg an der nördlichen Stadtgrenze.

## Einwohnerentwicklung
| Jahr | Einwohnerzahl | Anmerkungen                                                                                   |
| ---- | ------------- | --------------------------------------------------------------------------------------------- |
| 1791 | 1161          | [ 3 ]                                                                                         |
| 1816 | 1240          | [ 4 ]                                                                                         |
| 1825 | 1464          | davon 259 Katholiken, ein Jude                                                                |
| 1840 | 1684          | davon 1300 Evangelische, 365 Katholiken, 18 Juden                                             |
| 1867 | 2623          | am 3. Dezember                                                                                |
| 1871 | 2634          | am 1. Dezember, davon 2106 Evangelische, 518 Katholiken, drei sonstige Christen, sieben Juden |
| 1890 | 3601          | davon 2837 Evangelische, 736 Katholiken, elf Juden                                            |
| 1900 | 3897          | meist Evangelische                                                                            |
| 1933 | 4359          | [ 8 ]                                                                                         |
| 1939 | 4592          | [ 8 ]                                                                                         |

## Kultur
Seit 1995 wird jedes Jahr Ende Juli auf der Bolkoburg die „Castle Party“, das größte polnische Gothic-Festival veranstaltet, das sich zu einem bedeutenden Wirtschaftsfaktor entwickelte.

## Partnerstädte
- Borken in Deutschland seit 1997
- Doksy in Tschechien seit 2006
- Bad Muskau in Deutschland seit 2006
- Heerde in den Niederlanden seit 2013

## Söhne und Töchter der Stadt
- Johannes Langer (um 1485–1548), evangelischer Theologe und Reformator
- Johanne Juliane Schubert (1776–1864), niederschlesische Dorfpoetin
- Emil Engler (1895–?), Politiker (NSDAP)
- Heinrich Windelen (1921–2015), Politiker (CDU), MdB, Bundesvertriebenenminister und Bundesminister für innerdeutsche Beziehungen.